# 布魯克鎮區 (愛荷華州比尤納維斯塔縣)
布魯克鎮區（英語：Brooke Township）是位於美國愛荷華州比尤納維斯塔縣的一個行政鎮區。

## 地方資料
根據2010年美國人口普查的數據，布魯克鎮區的面積為94.58平方千米，當中陸地面積為94.50平方千米，而水域面積為0.08平方千米。當地共有人口194人，而人口密度為每平方千米2.05人。